# Nothofagus solandri
Nothofagus solandri är en tvåhjärtbladig växtart som först beskrevs av Joseph Dalton Hooker, och fick sitt nu gällande namn av Oerst.. Nothofagus solandri ingår i släktet Nothofagus och familjen Nothofagaceae.

## Underarter
Arten delas in i följande underarter:
- N. s. cliffortioides
- N. s. solandri

## Bildgalleri

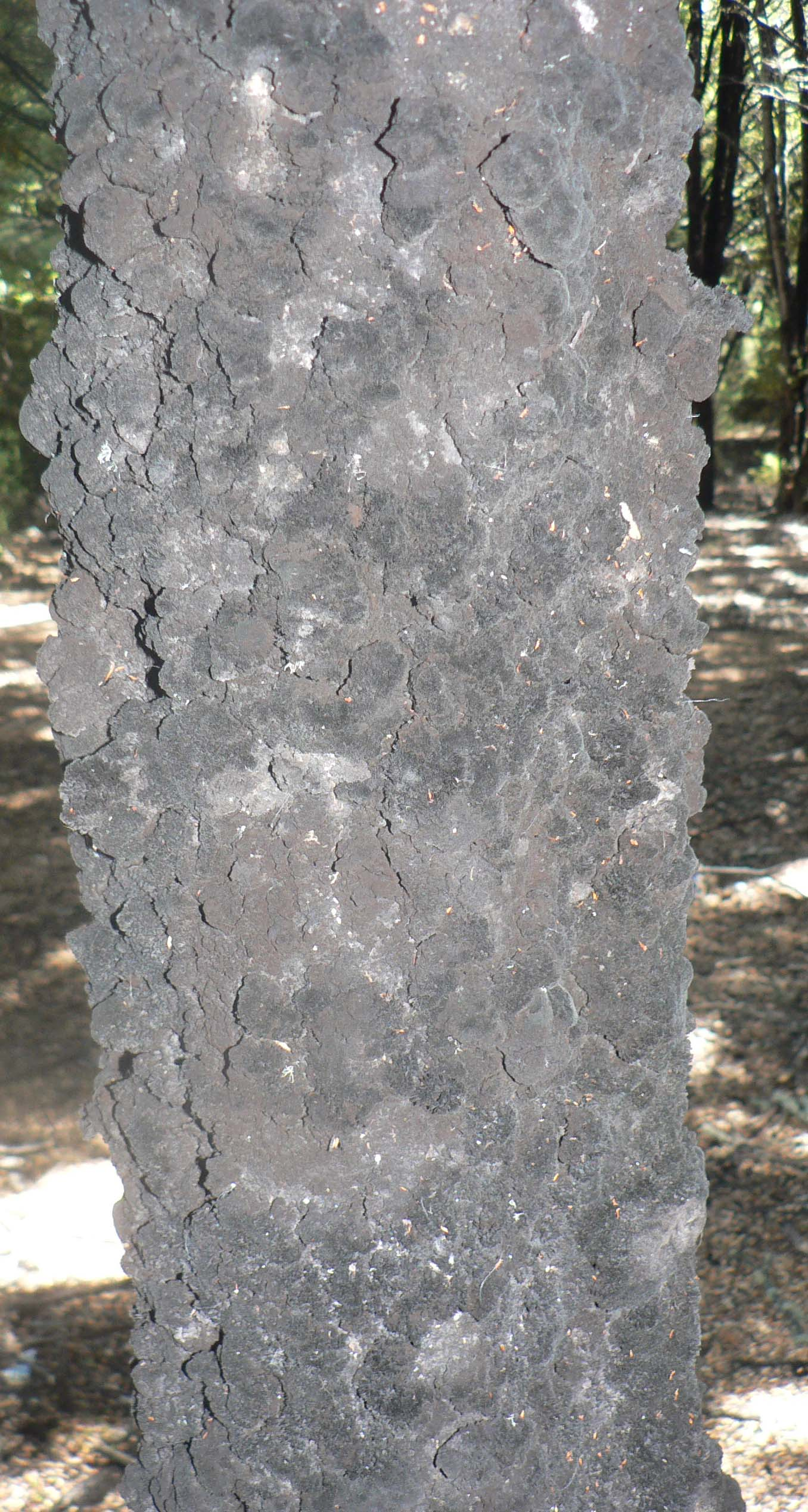
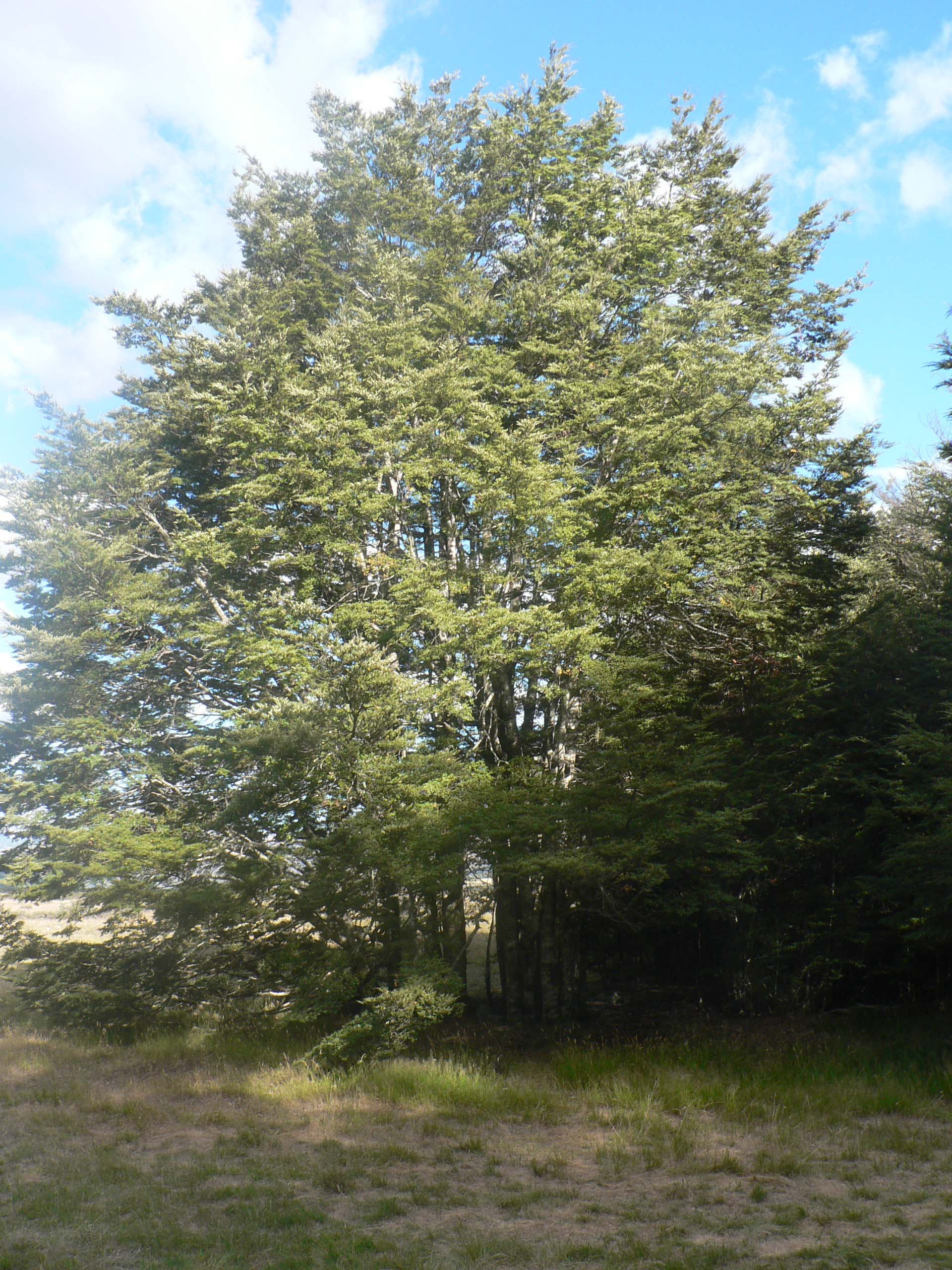
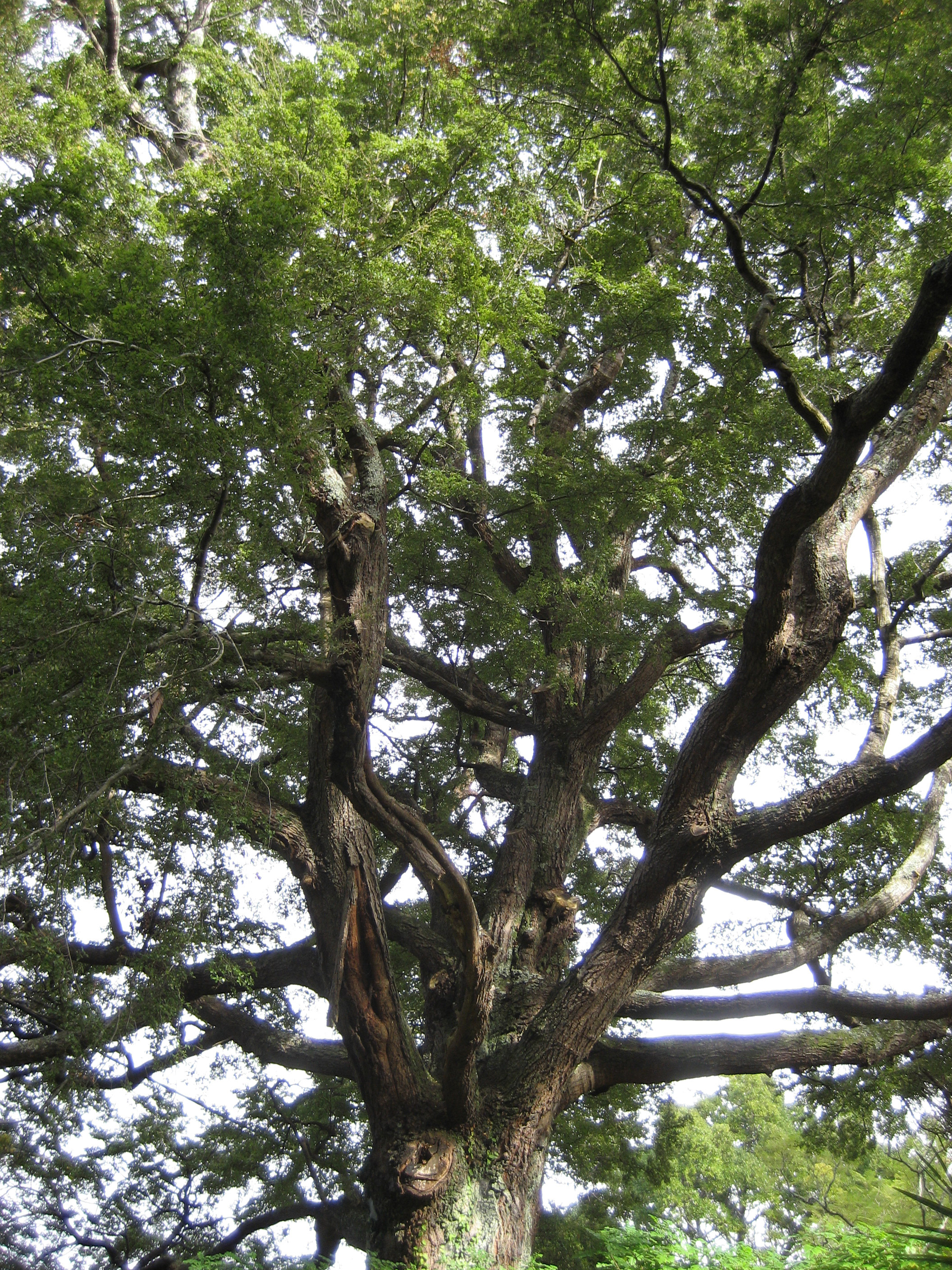
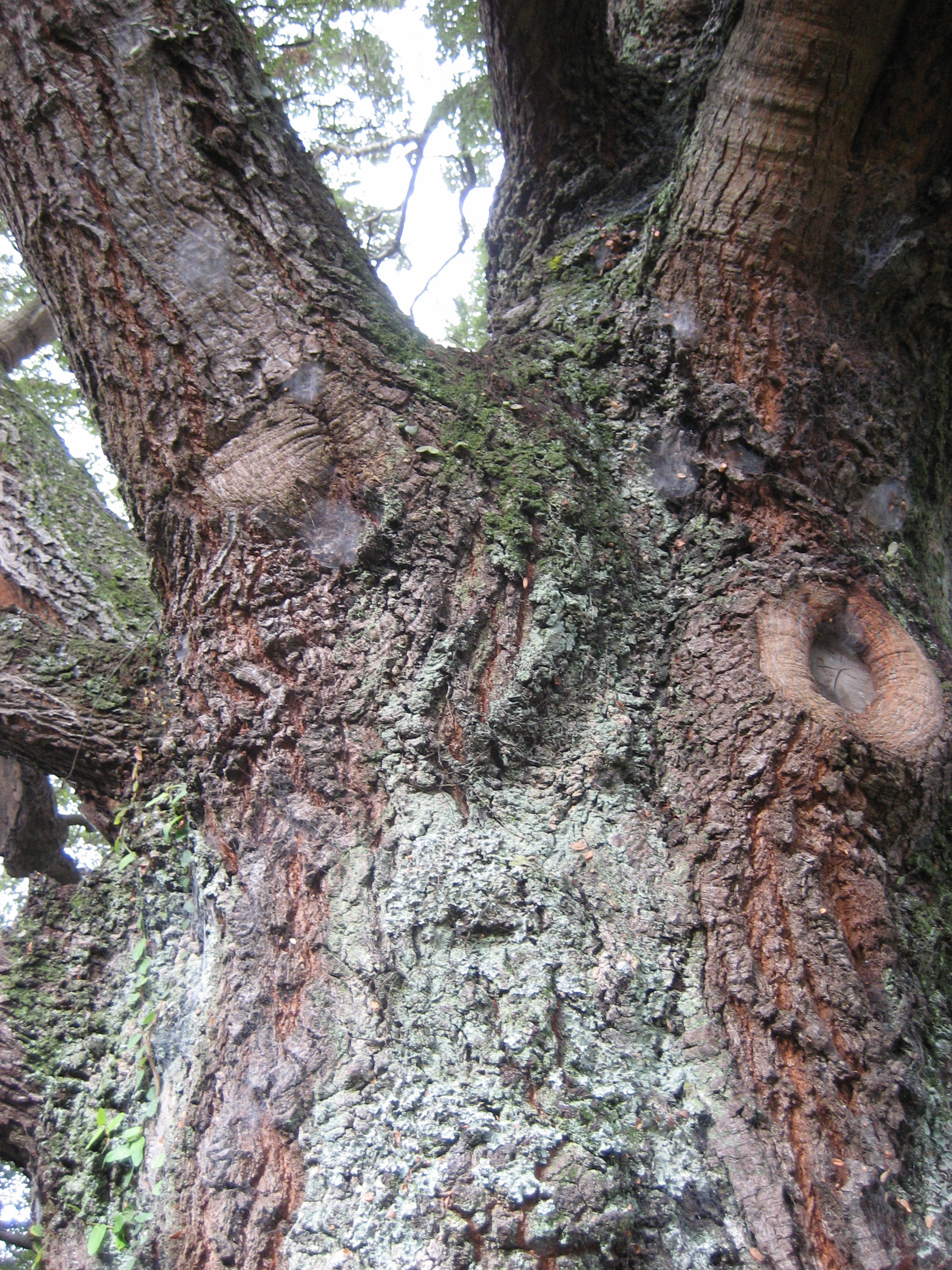
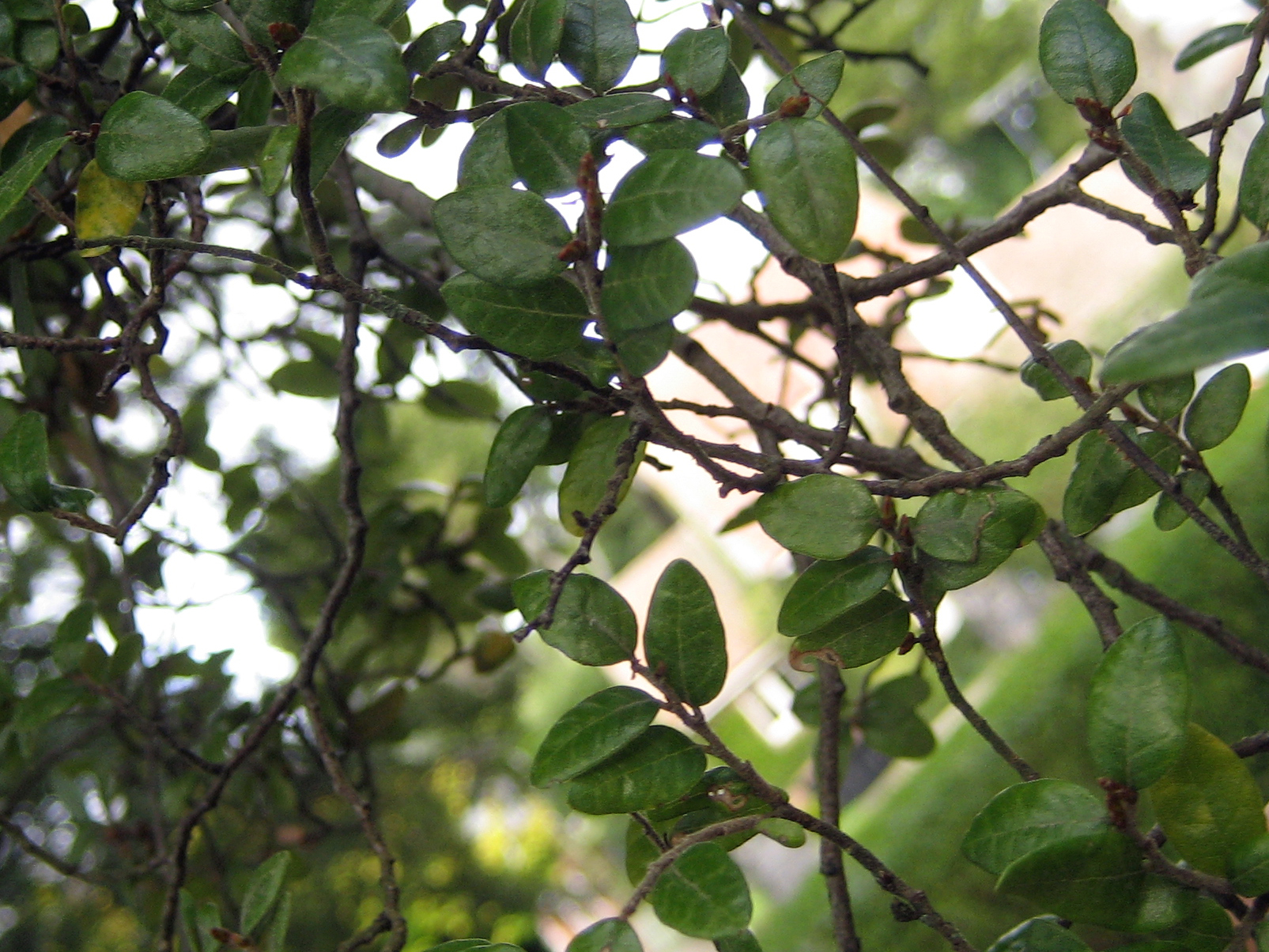
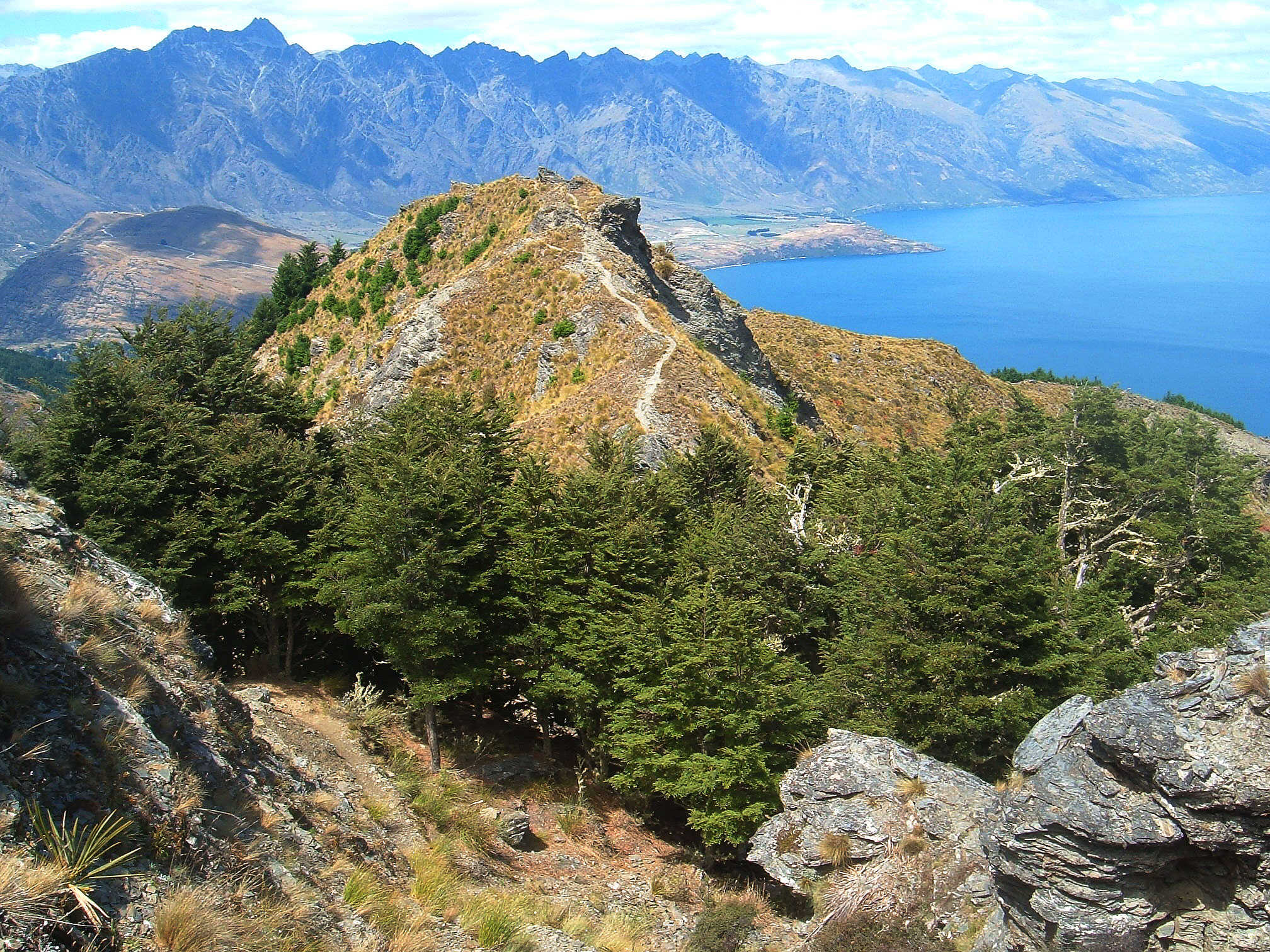